# Кобура-приклад

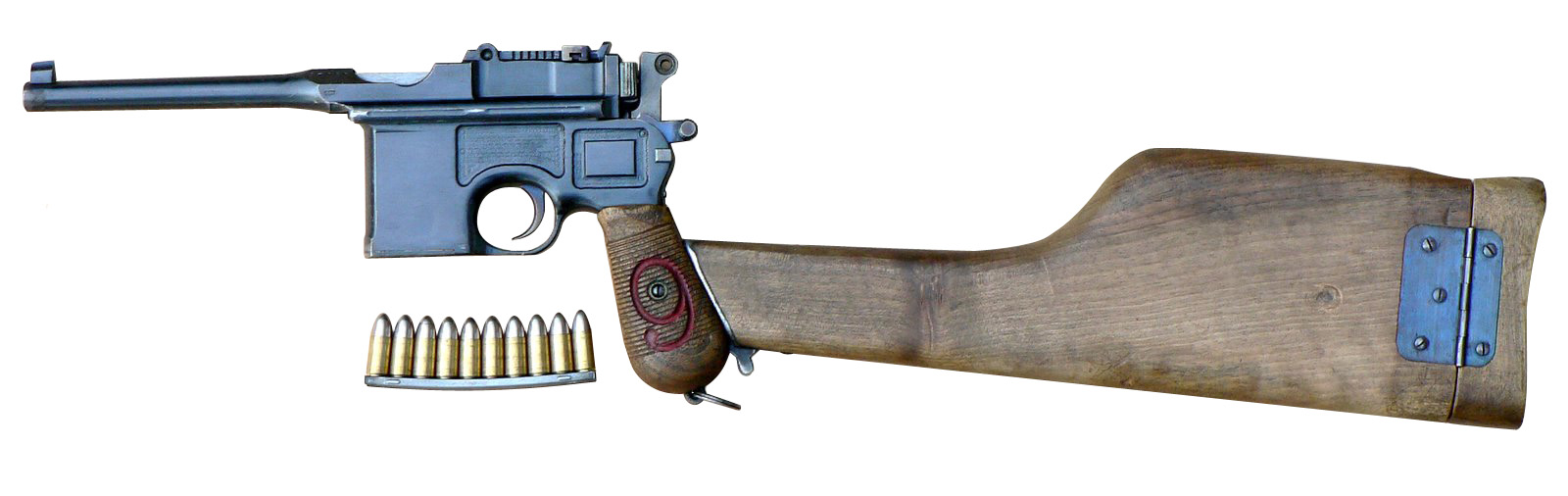
Mauser C96 з примкнутою кобурою-прикладом

Кобура́-прикла́д — частина вогнепальної зброї, використовується для підвищення влучності при стрільбі з пістолета. Складається з твердого дерев'яного футляра, приміром як у пістолета Mauser C96, або плаского приклада, до якого прикріплена звичайна шкіряна кобура — пістолет Parabellum P08. Виготовлявся з твердих порід деревини, наприклад горіхового дерева, чи значно пізніше з пластмаси.
Кобура-приклад з'явилася наприкінці XIX століття, але не була збройовою новинкою. Заслуга винаходу функціонального поєднання кобури та приклада належить німецькому зброяреві Гуґо Борхардту. Після його винаходу в ужитку з'явився термін «пістолет-карабін».
Перевагою кобури-приклада була жорстка фіксація пістолета стрільцем і як наслідок — вища влучність. Для порівняння: при стрільбі з автоматичного пістолета Стечкіна ефективна дальність становить:
- одиночними пострілами з примкнутою кобурою-прикладом — 150 м
- одиночними пострілами без кобури-приклада — 50 м

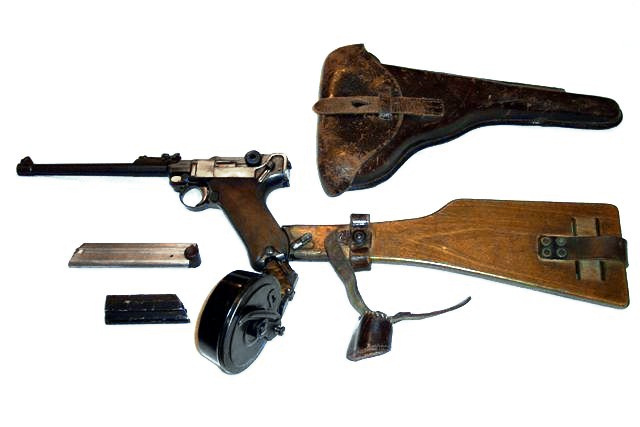
Плаский дерев'яний приклад у штурмовому P17

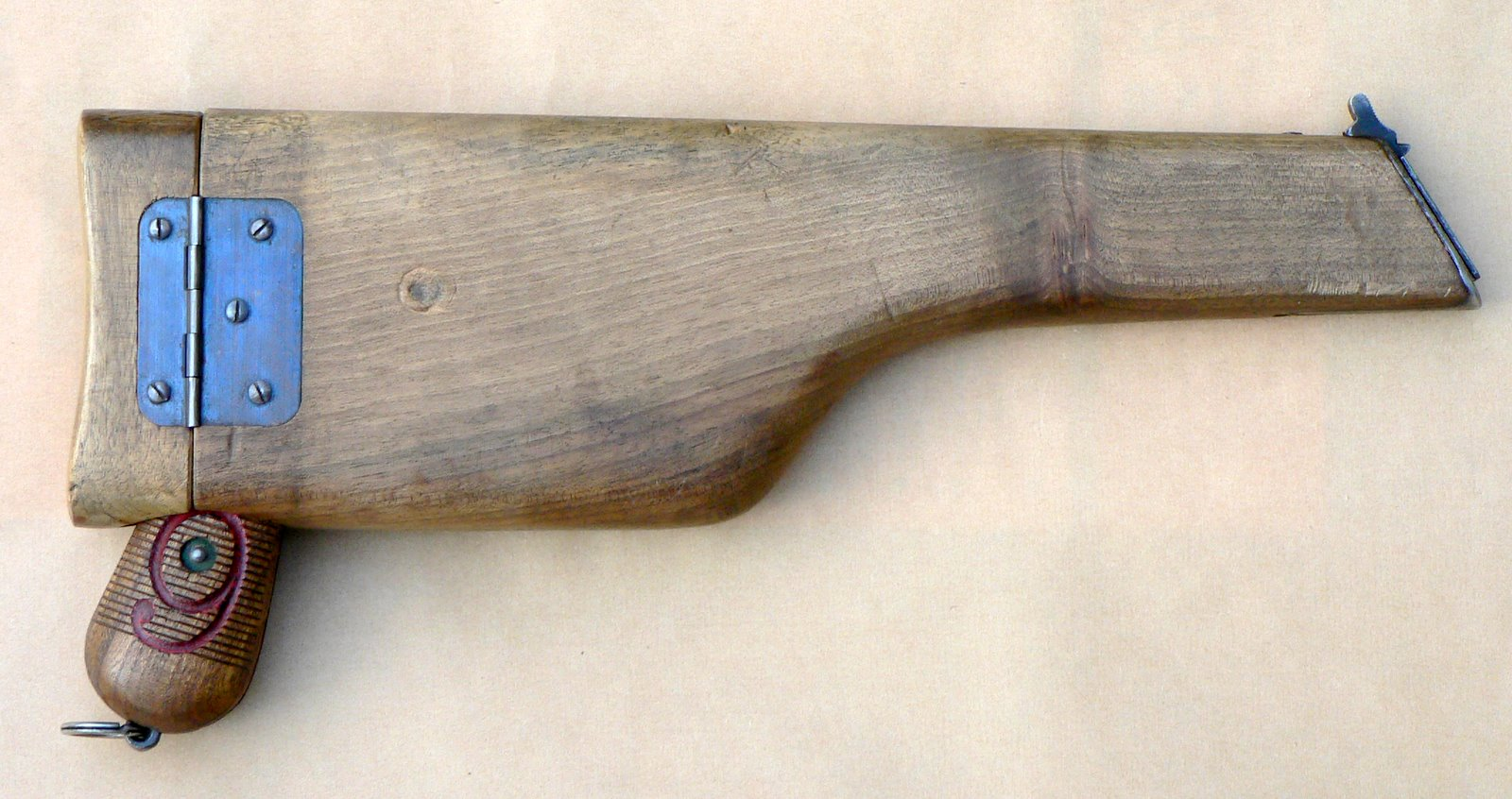
Mauser C96, вкладений до кобури-приклада

Незважаючи на зазначені гідності, пістолет у поєднанні зі штатною кобурою-прикладом, був занадто громіздкий та важкий. При екстреному вийманні або при покиданні бойової техніки він створював незручності.
Кобура-приклад призначена для відкритого носіння на ремені або портупеї.